# Traize
Traize ist eine französische Gemeinde mit 336 Einwohnern (Stand 1. Januar 2022) im Département Savoie in der Region Auvergne-Rhône-Alpes. Sie gehört zum Kanton Bugey savoyard im Arrondissement Chambéry und ist Mitglied im Gemeindeverband Yenne.

## Geographie

### Lage
Traize liegt auf 448 m, etwa 17 Kilometer nordwestlich der Präfektur Chambéry und 71 Kilometer östlich der Stadt Lyon (Luftlinie). Das Dorf liegt am Westrand des Département Savoie, wenige Kilometer von der Rhône entfernt.

### Topographie
Die Fläche des 9,48 km² großen Gemeindegebiets umfasst einen Abschnitt des südlichen französischen Jura auf einem breiten Geländesockel, der östlich der Gemeinde zu einem bis auf etwa 1500 m aufragenden Höhenzug (Antiklinale) aufsteigt, dem Mont du Chat. Nach Westen hin steigt der Gemeindeboden sanft an bis zu einer Abbruchkante, die etwa 400 m tief zur Rhône abfällt. An dieser Abbruchkante, die gleichzeitig die westliche Gemeindegrenze bildet, erreicht die Gemeinde mit 700 m ihren höchsten Punkt. Das leicht hügelige Gemeindegebiet wird von mehreren Bächen entwässert, die über den Flon in die Rhône abfließen. Im Bereich des in das Gelände eingetieften Flon-Tals befindet sich die östliche Gemeindegrenze.

### Gemeindegliederung
Zu Traize gehören neben dem eigentlichen Ortskern auch mehrere Weilersiedlungen und Gehöfte, darunter:
- Charosse und Les Malods (460 m) westlich des Dorfzentrums,
- Verlin (441 m) östlich des Dorfes oberhalb des hier etwa 150 m eingetieften, bewaldeten Tals des Flon
- Soirin (400 m) östlich des Dorfes oberhalb des hier etwa 100 m eingetieften Tals des Flon

### Nachbargemeinden
Nachbargemeinden von Traize sind Yenne im Norden, Saint-Paul im Osten, La Chapelle-Saint-Martin und Loisieux im Süden sowie La Balme im Westen.

## Geschichte
Das Dorf Traize wird im 14. Jahrhundert erstmals erwähnt zu einer Zeit, als es Teil der Herrschaft de la Dragonnière war.

## Sehenswürdigkeiten
Auf dem Gebiet von Traize wurden im Mittelalter zwei Schlösser errichtet, die sich heute in Privatbesitz befinden. Diese sind das Château de Beyrin aus dem 15. Jahrhundert und das Château de la Martinière, dessen Ursprünge auf das 13. und 14. Jahrhundert zurückgehen.

## Bevölkerung
| Jahr                       | 1962 | 1968 | 1975 | 1982 | 1990 | 1999 | 2006 | 2011 |
| Einwohner                  | 201  | 195  | 182  | 201  | 218  | 230  | 277  | 283  |
| Quellen: Cassini und INSEE |      |      |      |      |      |      |      |      |

Mit 336 Einwohnern (Stand 1. Januar 2022) gehört Traize zu den kleinen Gemeinden des Département Savoie. Nachdem die Einwohnerzahl in der ersten Hälfte des 20. Jahrhunderts leicht rückläufig war (1901 wurden noch 325 Einwohner gezählt), wurde seit den 1980er Jahren wieder eine Bevölkerungszunahme verzeichnet. Die Ortsbewohner von Traize heißen auf Französisch Traizelan(e)s.

## Wirtschaft und Infrastruktur
Traize ist bis heute ein vorwiegend durch die Landwirtschaft geprägtes Dorf. Mittlerweile hat sich das Dorf auch zu einer Wohngemeinde entwickelt. Viele Erwerbstätige sind Wegpendler, die in den größeren Ortschaften der Umgebung ihrer Arbeit nachgehen.
Die Ortschaft liegt abseits der größeren Durchgangsstraßen und ist erreichbar über Abzweigungen von der Departementsstraße D921, die von Yenne nach Novalaise führt. Der nächste Anschluss an die Autobahn A43 als Teil des regionalen Autobahnnetzes liegt 16 km entfernt. Der Großraum Chambéry mit seinem Flughafen Chambéry-Savoie und SNCF-Bahnhof befindet sich in etwa 30 km Entfernung.
In Traize befindet sich eine staatliche école primaire (Grundschule mit eingegliederter Vorschule).